# اچ‌ام‌اس انترپرایز (۱۷۰۵)
اچ‌ام‌اس انترپرایز (۱۷۰۵) (به انگلیسی: HMS Enterprise (1705)) یک کشتی بود که طول آن ۷۹٫۷۵ فوت (۲۴٫۳ متر) بود.